# Ursula Streckeisen
Ursula Streckeisen (* 6. März 1948 in Schaffhausen) ist eine Schweizer Soziologin. Sie studierte an der J. W. Goethe-Universität in Frankfurt am Main und an der Université René Descartes/Sorbonne in Paris (Maîtrise 1974). Sie promovierte und habilitierte sich an der Universität Bern (1989 bzw. 2000).

## Leben und Wirken
In Paris war Ursula Streckeisen in die frühen Debatten über ‚feministische Wissenschaft‘ involviert. Sie war Aktivistin in der Frauenbewegung und wurde in der Schweiz zu einer ihrer Exponentinnen.
Nach einer Professurvertretung an der Freien Universität Berlin (2001) war sie bis zum Erreichen der Altersgrenze im Jahr 2013 als Professorin an der Pädagogischen Hochschule und als Privatdozentin an der Universität Bern tätig. Sie war 2009 bis 2019 Mitglied der Leitungsgruppe des Nationalen Forschungsprogramms ‚Lebensende‘ (NFP 67) des Nationalfonds, und sie ist Ko-Präsidentin des Forschungskomitees Gesundheits- und Medizinsoziologie der Schweizerischen Gesellschaft für Soziologie.

## Wissenschaftliche Veröffentlichungen (Auswahl)
- Statusübergänge im weiblichen Lebenslauf. Über Beruf, Familie und Macht in der Ehe. Campus, Frankfurt am Main/New York 1991, ISBN 3-593-34475-0
- Die Medizin und der Tod. Über berufliche Strategien zwischen Klinik und Pathologie. Leske und Budrich, Opladen 2001, ISBN 978-3-8100-3016-0
- Fördern und Auslesen. Deutungsmuster von Lehrpersonen zu einem beruflichen Dilemma. VS Verlag für Sozialwissenschaften, Wiesbaden 2007 (gem. mit Denis Hänzi und Andrea Hungerbühler), ISBN 978-3-531-15346-9 (Online)

## Publizistisches (Auswahl)
- Autonomie der Frauenbewegung. Notizen zum Verhältnis von Frauenbewegung und Arbeiterbewegung. In: Widerspruch, 1981, Heft 2, 41–55
- Von den Heiligen Hallen der Bildung zur kundenorientierten Wissensproduktion? Ein Problemaufriss zur Universität in unserer Zeit. In: ZeitSchrift, Nr. 5, Oktober 1997, 341–351
- Das Lebensende in der Schweiz. Individuelle und gesellschaftliche Perspektiven. Schwabe Verlag, Basel 2019 (gem. mit Markus Zimmermann, Stefan Felder und Brigitte Tag), ISBN 978-3-7965-3748-6 (Online)